# Adèle de Beaufort
Adèle Jacoba de Beaufort, ook Adèle Zeldenrust-de Beaufort en Adèle Zeldenrust, (Soest, 5 augustus 1920 ) is een Nederlands aquarellist, tekenaar, pentekenaar en schilder.
De Beaufort was een dochter van Jan Aernout Anne Hendrik de Beaufort (1876-1947). Ze huwde in 1952 de Haagse schilder, graficus, tekenaar en beeldhouwer Leon Zeldenrust. Van 1948 tot 1954 woonden zij in Den Haag en waren lid van de Haagse Kunstkring. Na 1954 woonden ze in het Franse Saint-Rémy-de-Provence.
In Den Haag bezocht ze de Vrije Academie. Haar leermeesters waren Kees Andrea en Hermanus Berserik. Ze tekende onder andere met vetkrijt. Voor het schilderen gebruikte ze olie en acryl. Onderwerpen zijn stillevens en (Franse) landschappen. Naast schilderen deed het echtpaar ook restauraties. Zo restaureerden ze in Avignon schilderijen uit 1785 in het museum Palais du Roure.

## Exposities
- 2004 - Pulchri Studio[2]
- 2001 - Den Haag
- 1968 - Haagse Kunstkring[3]
- 1954 - Kunsthandel Martinus Liernur en Miep Eijffinger

- RKD-Nederlands Instituut voor Kunstgeschiedenis: 5347